# Hyphessobrycon milleri
Hyphessobrycon milleri är en fiskart som beskrevs 1908 av Marion Durbin Ellis. Den ingår i släktet Hyphessobrycon och familjen Characidae. Inga underarter finns listade i Catalogue of Life.